# Podbrđe (Popovača)
Podbrđe (1948-ig Podbrđe Popovaćko) falu Horvátországban, Sziszek-Monoszló megyében. Közigazgatásilag Popovača községhez tartozik.

## Fekvése
Sziszek városától légvonalban 24, közúton 27 km-re északkeletre, községközpontjától 1 km-re keletre a Monoszlói-hegység délnyugati lejtőin fekszik.

## Története
Neve hegy alatti települést jelöl. A falu az Erdődyek monoszlói kastélyának keleti szomszédságában települt. Első lakói a kastély szolgálónépei, az Erdődyek jobbágyai voltak. Az 1773-ban az első katonai felmérés térképén „Dorf Podbergye” néven szerepel. A 19. század elején rövid ideig francia uralom alá került, majd ismét a Habsburg Birodalom része lett. Fejlődésén nagyot lendített a vasútvonal megépítése, melyet 1897-ben adtak át a forgalomnak. A településnek 1857-ben 54, 1910-ben 153 lakosa volt. Belovár-Kőrös vármegye Krizsi, majd Kutenyai járásához tartozott. 1918-ban az új szerb-horvát-szlovén állam, majd később Jugoszlávia része lett. A II. világháború idején a Független Horvát Állam része volt. A háború után a béke időszaka köszöntött a településre, enyhült a szegénység és sok ember talált munkát a közeli városokban. 1991. június 25-én a független Horvátország része lett. A településnek 2011-ben 180 lakosa volt.

## Népesség
| Lakosság változása | Lakosság változása | Lakosság változása | Lakosság változása | Lakosság változása | Lakosság változása | Lakosság változása | Lakosság változása | Lakosság változása | Lakosság változása | Lakosság változása | Lakosság változása | Lakosság változása | Lakosság változása | Lakosság változása | Lakosság változása |
| ------------------ | ------------------ | ------------------ | ------------------ | ------------------ | ------------------ | ------------------ | ------------------ | ------------------ | ------------------ | ------------------ | ------------------ | ------------------ | ------------------ | ------------------ | ------------------ |
| 1857               | 1869               | 1880               | 1890               | 1900               | 1910               | 1921               | 1931               | 1948               | 1953               | 1961               | 1971               | 1981               | 1991               | 2001               | 2011               |
| 54                 | 42                 | 101                | 89                 | 117                | 147                | 153                | 177                | 117                | 737                | 1.003              | 246                | 251                | 188                | 189                | 180                |

## Nevezetességei
Közvetlen nyugati szomszédságában található a monoszlói Erdődy-kastély, melyet a 18. században építtetett a család a 16. század végén lebontott monoszlói vár mellett. Tulajdonképpen három kastélyt is építettek ide, melyek közül az első, a nagykastély 1746 és 1754 között épült fel. A második, vagy középső kastélyt 1812 és 1818 között építették, míg a kiskastély (vagy vadászkastély) 1839 előtt épült és 1938-1941 között építették át. Mind közül a legjelentősebb a négyszög alaprajzú, emeletes nagykastély, melynek építési munkálatait Erdődy György, László és Ludovika megbízásából Erdődy György szlavóniai birtokainak intézője Matija Marković vezette. A munkákat itteni jobbágyai végezték. A kastéllyal és bejárati részével együtt több majorépület is ekkor épült. A középső kastély a nagykastélytól 200 méterre északnyugatra épült fel. Ez lett az uradalom intézményi központja. Egyszerű, emeletes késő barokk-klasszicista U alakú épület, mely ma is eredeti állapotában áll. Ma ebben működnek a kórház igazgatósági helyiségei. Ettől mintegy 125 méterre nyugatra található az elnyújtott téglalap alaprajzú kiskastély. A benne elhelyezett vadásztrófeákról vadászkastélynak is nevezik. A három kastély a kiszolgáló és gazdasági épületekkel, valamint a kertekkel, gyümölcsösökkel és szőlőkkel egykor egy hatalmas gazdaságot képezett. A család 1887-ig volt a kastély tulajdonosa. Az épületet 1934-ben pszichiátriai kórházzá alakították át és azóta is kórházként működik. Alapítójának, dr. Ivan Barbotnak a nevét viseli.